# Núcleo subtalámico

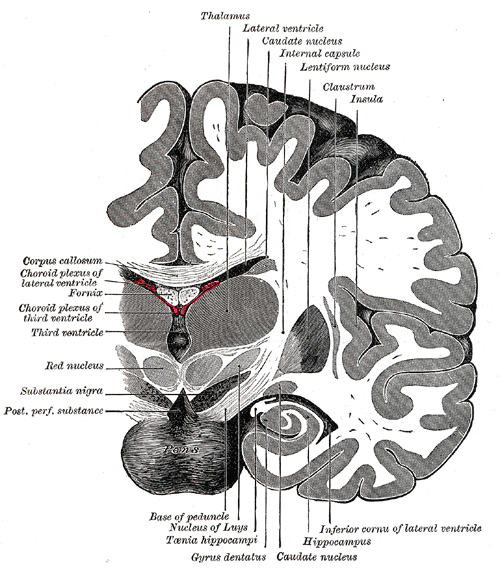
Dibujo de sección cerebral donde se representa el núcleo subtalámico como Nucleus of Luys

El núcleo subtalámico (o «corpus Luysi») es un núcleo neuronal, de forma ovalada o lente biconvexa, interconectado con el núcleo pálido mediante una serie de fibras. Sus neuronas emiten proyecciones hacia la corteza, el globo pálido, el tálamo, la sustancia negra y la sustancia reticular.